# Maurice René Fréchet
Maurice René Fréchet (n. 2 septembrie 1878 - d. 4 iunie 1973) a fost un matematician francez, cunoscut în special pentru contribuțiile din domeniul topologiei și mai ales pentru faptul că a introdus conceptul de spațiu metric.
În perioada 1920 - 1927 a fost profesor la Universitatea din Strasbourg, iar între anii 1927 și 1949 la Sorbona.
În 1929 devine membru al Academiei de Științe din Polonia, iar în 1959 a celei din Olanda.
De asemenea, a fost membru și ale altor societăți științifice.

## Contribuții
Contribuțiile sale se referă în primul rând la adaptarea unor noțiuni intuitive ale spațiului euclidian generalizând rezultatele studiului figurilor geometrice.
Spațiile abstracte astfel obținute (spații metrice, spații topologice și spații vectoriale) dobândesc axiome specifice și anumite relații între elementele acestora.
Mai departe, Fréchet extinde conceptul de limită aplicat la studiul funcțiilor prin intermediul analizei matematice la studiul vectorilor.
Fréchet a fost creatorul analizei generale, ca extindere a analizei funcționale și al topologiei abstracte, introducând în 1905 spațiile abstracte metrice și cele în care există o noțiune de limită.
A conceput și spațiile cu o infinitate de dimensiuni.
Crearea spațiilor abstracte a dat o dezvoltare deosebită analizei generale.
A dat prima caracterizare funcțională a polinoamelor, ca fiind singurele soluții continue ale unei anumite ecuații funcționale.

## Scrieri
- 1906: Sur quelques points du calcul fonctionnel (Paris);
- 1928: Les Espaces abstraits et leur théorie considérée comme introduction à l'analyse générale (Paris)
- 1937 - 1938: Récherches théoriques modernes sur la théorie des probabilités;
- 1939 - 1943: Les Probabilités associées à un système d’évenements compatibles et dependants;
- 1953: Pages choisies d’analyse générale;
- 1955: Les Mathématiques et le concret.

Fréchet a scris biografia lui Émile Borel.